# Nicolas Fourmaux
Pour les articles homonymes, voir Fourmaux.
 (mars 2025).
Nicolas Éric Fourmaux, né le 22 juin 1985 à Sens dans l'Yonne, est un judoka français.
Il est licencié au Judo Club Clémentin, 5e dan, membre de l'équipe de France de Judo évoluant dans la catégorie katame no kata, notamment vice-champion du monde en 2018 et 2019 avec son partenaire Jean Daniel Nguyen Van Loc.

## Biographie

### Jeunesse
Nicolas Fourmaux naît le 22 juin 1985 dans la commune de Sens, dans l'Yonne (France).

### Parcours
Nicolas Fourmaux est enseignant d’Éducation Physique et Sportive et détenteur de l'agrégation.
Nicolas Fourmaux est enseignant au Judo Club Clémentin, il est lui-même 5e dan. Il y développe le taïso, le kata et la préparation physique. Il forme et entraîne Evan et Julien Couderc qui obtiennent deux titres européens en katame-no-kata Jeunes.
Étant membre de l'équipe de France de Judo évoluant dans la catégorie katame no kata, il remporte avec son collègue Jean Daniel Nguyen Van Loc sept titres nationaux (dont la médaille d'or lors des premiers championnats de France), trois médailles européennes et deux titres de vice-champions du monde en 2018 et 2019 grâce à l'entraîneur national André Parent. En 2018 Il décroche avec son partenaire la première médaille française au niveau mondial dans cette catégorie.

### Vie privée
En 2012, dans le cadre d'un projet humanitaire, Nicolas Fourmaux est référent et responsable des Jeunes Ceintures Noires de Bourgogne et supervise l'opération Solidarité Haïti.

## Résultats

### Classements
| Dates      | Compétitions                               | Catégorie      | Classement |
| ---------- | ------------------------------------------ | -------------- | ---------- |
| 21/03/2015 | Tournoi de France Bordeaux                 | Katame no kata | 3          |
| 18/04/2015 | Tournoi UEJ européen de Tours              | Katame no kata | 4          |
| 19/03/2016 | Tournoi de France Limoges                  | Katame no kata | 2          |
| 02/04/2016 | Tournoi UEJ européen de Tours              | Katame no kata | 3          |
| 21/05/2016 | Championnats d'Europe à Olbia (Italie)     | Katame no kata | 8          |
| 2017       | Tournoi UEJ européen M. Clause (Belgique)  | Katame no kata | NC         |
| 2017       | Tournoi de France Limoges                  | Katame no kata | 1          |
| 2017       | Championnats d'Europe à Pembroke (Malte)   | Katame No Kata | 6,         |
| 2017       | Grand Slam Mondial (Olbia - Italie)        | Katame no kata | 4          |
| 2017       | Championnats du monde (Olbia -Italie)      | Katame no kata | 5          |
| 2018       | Tournoi UEJ européen M. Clause (Belgique)  | Katame no kata | 3          |
| 2018       | Tournoi de France Limoges                  | Katame no kata | 1          |
| 2018       | Tournoi UEJ Pordenone (Italie)             | Katame no kata | 1,         |
| 2018       | Tournoi UEJ européen de Tours              | Katame no kata | 2          |
| 2018       | Championnats d'Europe à Koper (Slovaquie)  | Katame no kata | 4          |
| 2018       | Championnats du monde à Cancun (Mexique)   | Katame no kata | 2          |
| 2019       | Tournoi UEJ européen M. Clause (Belgique)  | Katame no kata | 3          |
| 2019       | Tournoi de France Limoges                  | Katame no kata | 1          |
| 2019       | Tournoi UEJ européen Pordenone (Italie)    | Katame no kata | 4          |
| 2019       | Championnats d'Europe Las Palmas (Esp)     | Katame no kata | 2          |
| 2019       | Championnats du monde à Chungju (Coréé)    | Katame no kata | 2,         |
| 2021       | Championnats du monde à Lisbonne (Esp)     | Katame no kata | NC         |
| 2022       | Championnats de France Vinon sur Verdon    | Katame no kata | 1          |
| 2022       | Championnats d'Europe à Rijeka (Croatie)   | Katame no kata | 2,         |
| 2022       | Championnats du Monde Cracovie (Po)        | Katame no kata | 4          |
| 2023       | Tournoi UEJ de Louvain-La-Neuve (Belgique) | Katame no kata | 2          |
| 2023       | Championnats de France Reims               | Katame no kata | 1          |
| 2023       | Tournoi UEJ européen de Laon (France)      | Katame no kata | 1          |
| 2023       | Championnats d'Europe à Podcetrtek (Slo)   | Katame no kata | 3          |
| 28/11/2023 | Championnats du Monde Abu Dhabi            | Katame no kata | 7          |
| 24/02/2024 | Tournoi UEJ de Louvain-La-Neuve (Belgique) | Katame no kata | 2          |
| 16/03/2024 | Championnats de France (Tergnier 02)       | Katame no kata | 1,         |
| 13/04/2024 | Tournoi UEJ de Reims                       | Katame no kata | 3          |
| 11/06/2024 | Championnats d'Europe à Sarajevo           | Katame no kata | 5          |
| 08/11/2024 | Championnats du Monde Las Vegas (USA)      | Katame no kata | 4          |
| 15/03/2025 | Championnats de France à Montivilliers     | Katame no kata | 1          |

### Titres et récompenses
Saison 2012 : Prix « Coup de cœur » - La Nuit du sport 2013 par le Conseil départemental et le Comité Olympique de l'Yonne.[réf. nécessaire]
Saison 2019 : Prix « Meilleure performance de l'année »,- La Nuit du sport 2020 (28.01.2020) par le Conseil départemental et le Comité Olympique de l'Yonne.[réf. nécessaire]
En 2024, il est nommé porteur de la flamme olympique,,, représentant de Coca-Cola[source secondaire souhaitée] et du journal L’Équipe[source secondaire souhaitée].